# Боцу, Павел Петрович
Па́вел Петро́вич Бо́цу (рум. Pavel Boțu; 14 июня 1933, село Чемошир, Бессарабия — 17 февраля 1987, близ села Старые Дубоссары, Молдавская ССР) —  советский и молдавский поэт и писатель, председатель Верховного Совета Молдавской ССР (1980—1985).

## Биография
Родился в многодетной семье, в 14-летнем возрасте потерял отца и взял на себя обязанности помощи родным. С детства проявил талант в литературном творчестве, побеждал в тематических олимпиадах. Окончив педагогическое училище, преподавал румынский язык и литературу.
В 1956 году окончил Кишинёвский государственный педагогический институт им. Иона Крянгэ.
Член КПСС с 1961 года.
С 1965 года до конца жизни — председатель правления Союза писателей Молдавской ССР, с 1967 года — секретарь правления Союза писателей СССР.
В 1980—1985 годах — председатель Верховного Совета Молдавской ССР. Возглавлял молдавскую делегацию, посетившую Соединённые Штаты в 1986 году.
Депутат Совета Национальностей Верховного Совета СССР 7 и 11 созывов от Молдавской ССР.
17 февраля 1987 года застрелился на автотрассе из охотничьего ружья.

## Литературное творчество
Печататься начал с 1955 года. В 1959 году вышел сборник его стихов  «Земля отцов», затем сборники стихов, рассказов, очерков и книга для детей. Были опубликованы сборники: «Вера» (1963), «Материки» (1966), «Ковер» (1968), «Зодиак» (1971), «Дом в Буджаке» (1973), «Костры» (1975), «Журавлиное небо» (1978), «Клятва» (1981). Преобладающая тематика произведений — внутренний мир человека, морально-этические проблемы.
Перевел на молдавский язык стихи В.В. Маяковского, С. Я. Маршака и других русских поэтов. Выступал как критик и публицист.

## Награды и премии
- орден Трудового Красного Знамени (16.11.1984)
- орден Дружбы народов (07.08.1981)
- орден «Знак Почёта» (28.10.1967)
- медали
- Государственная премия Молдавской ССР (1974) — за книгу стихов «Касэ ын Буӂяк» («Дом в Буджаке»)

## Сочинения
- Баллада об отрубленных руках : Поэма. [Для сред. школ. возраста] / Павел Боцу, 31 c. ил. 26 см, Кишинев Лит. артистикэ 1979
- День семьи : Стихи и поэмы / Павел Боцу ; Пер. с молд. В. Солоухин, 122 с ил. 20 см, Кишинев Лит. артистикэ 1984
- Журавлиное небо : [Стихи : Пер. с рус.] / Павел Боцу, 44,[2] с. 20 см, Душанбе Адиб 1990
- Избранное : Стихотворения и поэмы : Пер. с молд. / Павел Боцу; [Предисл. Б. Олейника], 349,[1] с., [1] л. портр. ил. 21 см, М. Худож. лит. 1987
- Избранные произведения / Павел Боцу; [Вступ. ст. М. Чимпой], 543 с 1 л. портр. 20 см, Кишинев Лит. артистикэ 1983
- Клятва : Стихи / Павел Боцу; [Худож. Г. И. Гузун], 163 с ил. 18 см, Кишинев Лит. артистикэ 1981
- От сохи до вершин прогресса / П. Боцу, 23 с 17 см, Душанбе Ирфон 1984
- Отечество : Стихи и поэма : Пер. с молд. / Павел Боцу; [Худож. А. Ветров], 111,[1] с. ил. 17 см, М. Мол. гвардия 1987
- Поэмы : [Для сред. шк. возраста] / Павел Боцу; [Худож. Г. Н. Врабие], 187,[3] с. ил., Кишинев Лит. артистикэ 1986
- Рубикон : Повести и рассказы / Павел Боцу; [Худож. В. Смирнов], 178 с ил. 17 см, Кишинев Лит. артистикэ 1984
- Стихотворения : [Пер. с молд.] / Павел Боцу; [Вступ. ст. М. Чимпоя], 189,[1] с. портр. 17 см, Киев Днипро 1989
- Часы : Стихи, поэмы. Пер. с молд. / Павел Боцу; [Худож. И. Кырму], 199 с ил. 16 см, М. Сов. писатель 1983
- Часы : Стихи / Павел Боцу, 191 c. ил. 15 см, Кишинев Лит. артистикэ 1978
- Чугур-Мугур : [Для сред. шк. возраста] / Павел Боцу ; Рассказы; [Пер. с молд. М. Кирилэ; Худож. Б. Жанков], 82,[2] с. ил. 22 см, Кишинев Лит. артистикэ 1987